# Ehrenkanoniker von St. Johannes im Lateran
Ehrenkanoniker von St. Johannes im Lateran (Rom; französisch Chanoine d’honneur de St. Jean du Latran) ist ein Ehrentitel der römisch-katholischen Kirche, der dem französischen Staatsoberhaupt zusteht.
Er stand den französischen Königen seit 1604, nach der Konversion Heinrich IV. (Frankreich) von Navarra zum Katholizismus (25. Juli 1593: „Paris ist eine Messe wert“) zu und kann heute vom französischen Staatspräsidenten in Anspruch genommen werden. Als erstes republikanisches Staatsoberhaupt nahm Charles de Gaulle feierlich diese Würde an der Bischofskirche des Papstes an; seine Nachfolger Valéry Giscard d’Estaing, Jacques Chirac, Nicolas Sarkozy und Emmanuel Macron, allesamt Mitglieder der katholischen Kirche, taten es ihm gleich. Die Präsidenten Georges Pompidou, François Mitterrand und François Hollande nahmen dieses Ehrenrecht nicht in Anspruch.
Mit dem Titel wäre das Recht verbunden, zu Pferde in die Kirche einzureiten.